# Nationalencyklopedin
 (janvier 2017).
Si vous disposez d'ouvrages ou d'articles de référence ou si vous connaissez des sites web de qualité traitant du thème abordé ici, merci de compléter l'article en donnant les références utiles à sa vérifiabilité et en les liant à la section « Notes et références ».
Nationalencyklopedin (NE) est une encyclopédie en langue suédoise. Sa constitution a été financée par le gouvernement suédois. La version imprimée comprend 20 volumes et 172 000 articles. Elle est, après Nordisk familjebok et Svensk uppslagsbok la troisième plus grande encyclopédie suédoise de tous les temps.
Le premier volume a été publié en 1989 et le vingtième en 1996. En plus de l'encyclopédie, existent trois suppléments publiés en 2000 ainsi qu'un dictionnaire (Nationalencyklopedins ordbok, NEO). Ce dictionnaire, initialement publié en trois volumes entre 1995 et 1996, a été réédité en 2004 en un seul volume.
Selon ses propres informations, l'encylopédie NE, avant 2012, compte plus de 3 000 écrivains.
Le rédacteur en chef des derniers livres de la série NE était Arne Ekman (sv), qui, à divers postes, a participé à l'éditorial du NE dès le début. Le rédacteur en chef était Jonas Gruvö en 2014 et le rédacteur en chef adjoint Per Söderberg.

## Version en ligne
Elle est disponible sur l'Internet depuis mai 2000 (ne.se), et cette version en ligne est mise à jour régulièrement, aussi bien pour le dictionnaire que pour l'encyclopédie.
Depuis 2020, pour consulter l'intégralité d'un article, il faut être abonné. L'abonnement est gratuit pendant 7 jours puis passe à environ 5€50 (59 couronnes suédoises).